# Auburn Tigers football
La squadra di football degli Auburn Tigers rappresenta la Auburn University. I Tigers competono nella Football Bowl Subdivision (FBS) della National Collegiate Athletics Association (NCAA) e nella Western Division della Southeastern Conference (SEC). La stagione 2023 sarà la prima per Hugh Freeze come capo-allenatore.
Auburn iniziò a competere nel college football nel 1892. Si unì alla Southeastern Conference nel 1932 come uno dei membri inaugurali della conference e iniziò a giocare nella West Division quando la conference fu divisa nel 1992. Auburn rivendica la vittoria di due titoli nazionali, ha avuto sette stagioni con record perfetti, 12 titoli di conference e 8 di division. I Tigers hanno partecipato a 38 bowl di fine stagioni, incluse 8 sfide in quelli maggiori (Sugar, Orange, BCS Championship). Con oltre 700 vittorie sono al dodicesimo posto di tutti i tempi in questa speciale classifica
Tre giocatori dei Tigers hanno vinto l'Heisman Trophy: Pat Sullivan nel 1971, Bo Jackson nel 1985 e Cam Newton nel 2010. Dodici ex membri dell'istituto sono stati inseriti nella College Football Hall of Fame, otto giocatori e quattro allenatori.
La maggiore rivalità di Auburn è quella con gli Alabama Crimson Tide, con le due squadre che si affrontano annualmente nell'Iron Bowl. Altre rivalità di rilievo vi sono con LSU Tigers e Georgia Bulldogs.

## Titoli nazionali
Auburn ha vinto cinque titoli nazionali, assegnati da selettori riconosciuti dalla NCAA. Di questi, solo due sono rivendicati dall'istituto (in grassetto):
| Anno                                                                             | Squadra             | Selettore           | Record | Note                           |
| -------------------------------------------------------------------------------- | ------------------- | ------------------- | ------ | ------------------------------ |
| 1913                                                                             | Mike Donahue        | Vari                | 8-0    | Campioni SIIA                  |
| 1957                                                                             | Ralph "Shug" Jordan | AP                  | 10-0   | Campioni SEC                   |
| 1983                                                                             | Pat Dye             | Vari                | 11-1   | Campioni SEC, Vinto Sugar Bowl |
| 1993                                                                             | Terry Bowden        | Vari                | 11-0   | †                              |
| 2010                                                                             | Gene Chizik         | AP, Allenatori, BCS | 14-0   | Campioni SEC, Vittoria BCS     |
| † Auburn era ineleggibile per gare di playoff e per la finale della SEC del 1993 |                     |                     |        |                                |

## Premi individuali

### Numeri ritirati
I Tigers finora hanno ritirato quattor numeri:
| Numeri ritirati dagli Auburn Tigers |               |       |         |
| N.                                  | Giocatore     | Ruolo | Anni    |
| 2                                   | Cam Newton    | QB    | 2010    |
| 7                                   | Pat Sullivan  | QB    | 1969–71 |
| 88                                  | Terry Beasley | WR    | 1969–71 |
| 34                                  | Bo Jackson    | RB    | 1982–85 |

### College Football Hall of Fame
| Giocatori Anno induzione | Allenatori Anno induzione                                                                |
| --- | ---------------------------------------------------------------------------------------- |
| 1954 – Jimmy Hitchcock 1956 – Walter Gilbert 1991 – Pat Sullivan 1994 – Tucker Frederickson 1998 – Bo Jackson 2002 – Terry Beasley 2004 – Tracy Rocker 2009 – Ed Dyas | 1951 – "Iron Mike" Donahue 1954 – John Heisman 1982 – Ralph "Shug" Jordan 2005 – Pat Dye |

### Premi nazionali

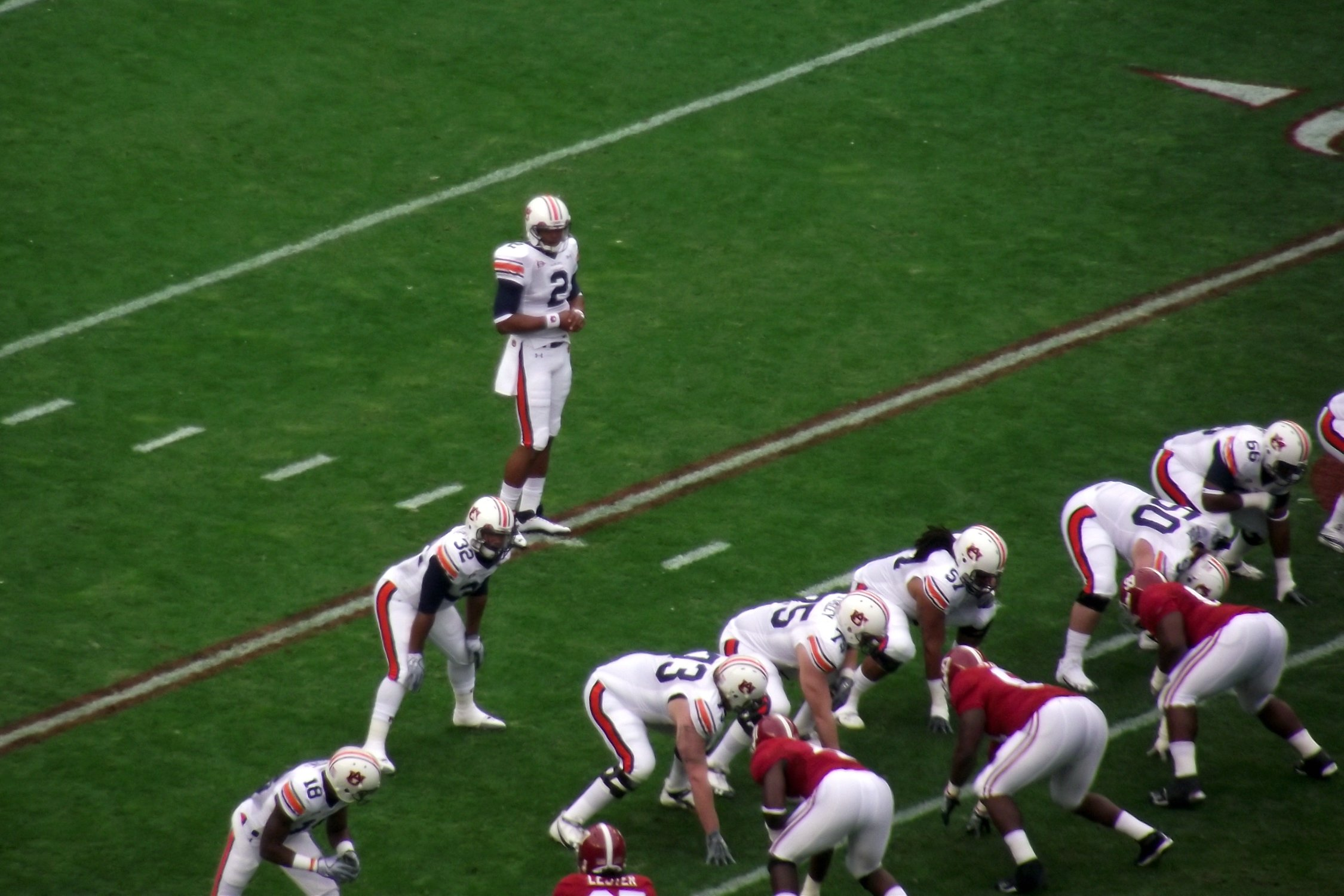
Cam Newton alla guida dell'attacco dei Tigers nel 2010.

Giocatori
| Heisman Trophy Miglior giocatore                                   | Walter Camp Award Miglior giocatore                                | Maxwell Award Miglior giocatore |
| ------------------------------------------------------------------ | ------------------------------------------------------------------ | ------------------------------- |
| 1971 – Pat Sullivan, QB 1985 – Bo Jackson, RB 2010 – Cam Newton,QB | 1971 – Pat Sullivan, QB 1985 – Bo Jackson, RB 2010 – Cam Newton,QB | 2010 – Cam Newton,QB            |

| Davey O'Brien Award Miglior quarterback | Manning Award Miglior quarterback | Outland Trophy Best interior lineman        | Lombardi Award Miglior lineman/linebacker       | Jim Thorpe Award Miglior defensive back |
| --------------------------------------- | --------------------------------- | ------------------------------------------- | ----------------------------------------------- | --------------------------------------- |
| 2010 – Cam Newton                       | 2010 – Cam Newton                 | 1958 – Zeke Smith,G 1988 – Tracy Rocker, DT | 1988 – Tracy Rocker, DT 2010 – Nick Fairley, DT | 2004 – Carlos Rogers, CB                |

Allenatori
| Paul "Bear" Bryant Award Coach of the Year                                        | Eddie Robinson Award Coach of the Year | Sporting News Award Allenatore dell'anno                       | Home Depot Award Coach of the Year    | Bowden Award Allenatore dell'anno     | Broyles Award Miglior assistente allenatore |
| --------------------------------------------------------------------------------- | -------------------------------------- | -------------------------------------------------------------- | ------------------------------------- | ------------------------------------- | ------------------------------------------- |
| 1993 – Terry Bowden 2004 – Tommy Tuberville 2010 – Gene Chizik 2013 – Gus Malzahn | 1993 – Terry Bowden 2013 – Gus Malzahn | 1993 – Terry Bowden 2004 – Tommy Tuberville 2013 – Gus Malzahn | 2010 – Gene Chizik 2013 – Gus Malzahn | 2010 – Gene Chizik 2013 – Gus Malzahn | 2004 – Gene Chizik 2010 – Gus Malzahn       |